# Kudani
Kudani (szw. Gutanäs) – wieś w Estonii, w prowincji Lääne, w gminie Noarootsi.